# Éléonore Talbot
 (avril 2017).
Éléonore Talbot (vers 1436 – juin 1468) est une femme de la noblesse anglaise principalement connue comme ayant été un instrument dans la prise du pouvoir de Richard III en 1483.

## Biographie
Née vers 1436, Éléonore Talbot est l'un des enfants de John Talbot, 1er comte de Shrewsbury, et de sa seconde épouse Marguerite de Beauchamp. Elle épouse en 1449 Thomas Boteler, le fils et héritier de Ralph Boteler, 1er baron Sudeley. Elle devient veuve avant l'avènement d'Édouard IV en 1461 et meurt en juin 1468 à Norwich, où elle est inhumée le 30 du même mois.

## Précontrat de mariage avec Édouard IV
En juin 1483, l'évêque de Bath et Wells, Robert Stillington, affirme qu'Édouard IV a précédemment contracté une promesse de mariage avec Éléonore Talbot en 1461, avant de convoler trois ans plus tard en 1464, cette fois-ci en justes noces, avec Élisabeth Woodville. Or, à ce moment-là, Éléonore était encore vivante ; Stillington prétend avoir célébré la cérémonie. Le conseil de régence du jeune Édouard V, dirigé par Richard, duc de Gloucester, frère cadet d'Édouard IV, conclut à un cas de bigamie, invalidant le second mariage et la légitimité de tous les enfants nés de celui-ci. Édouard V est donc déclaré illégitime par l'acte Titulus Regius, et révoqué de la succession au trône le 25 juin 1483. Richard de Gloucester, déclaré héritier d'Édouard IV, s'empare du pouvoir sous le nom de Richard III le lendemain.
Après la défaite de Richard III et l'avènement d'Henri VII en 1485, la légitimité des enfants d'Édouard IV est restaurée, afin que le nouveau roi puisse unir les Maisons de Lancastre et d'York en épousant la fille aînée d'Édouard IV, Élisabeth d'York. Le précontrat invoqué par Richard III est déclaré comme nul et ayant servi de prétexte à ce dernier pour usurper le trône. La plupart des historiens rejoignent cet avis. Certains historiens affirment cependant que le document de mariage entre Édouard IV et Éléonore avait bien existé et que la revendication de Richard était fondée.